# Ouest américain
Pour les articles homonymes, voir Far West.

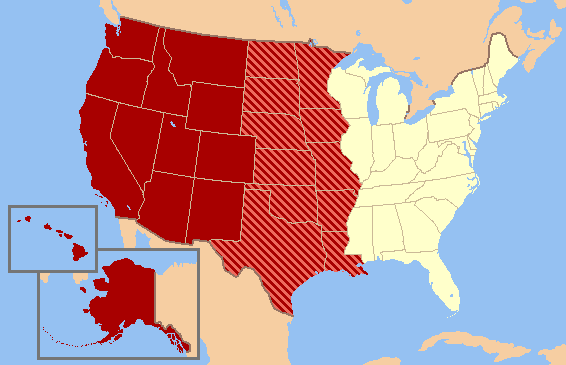
Carte mettant en valeur les États concernés.

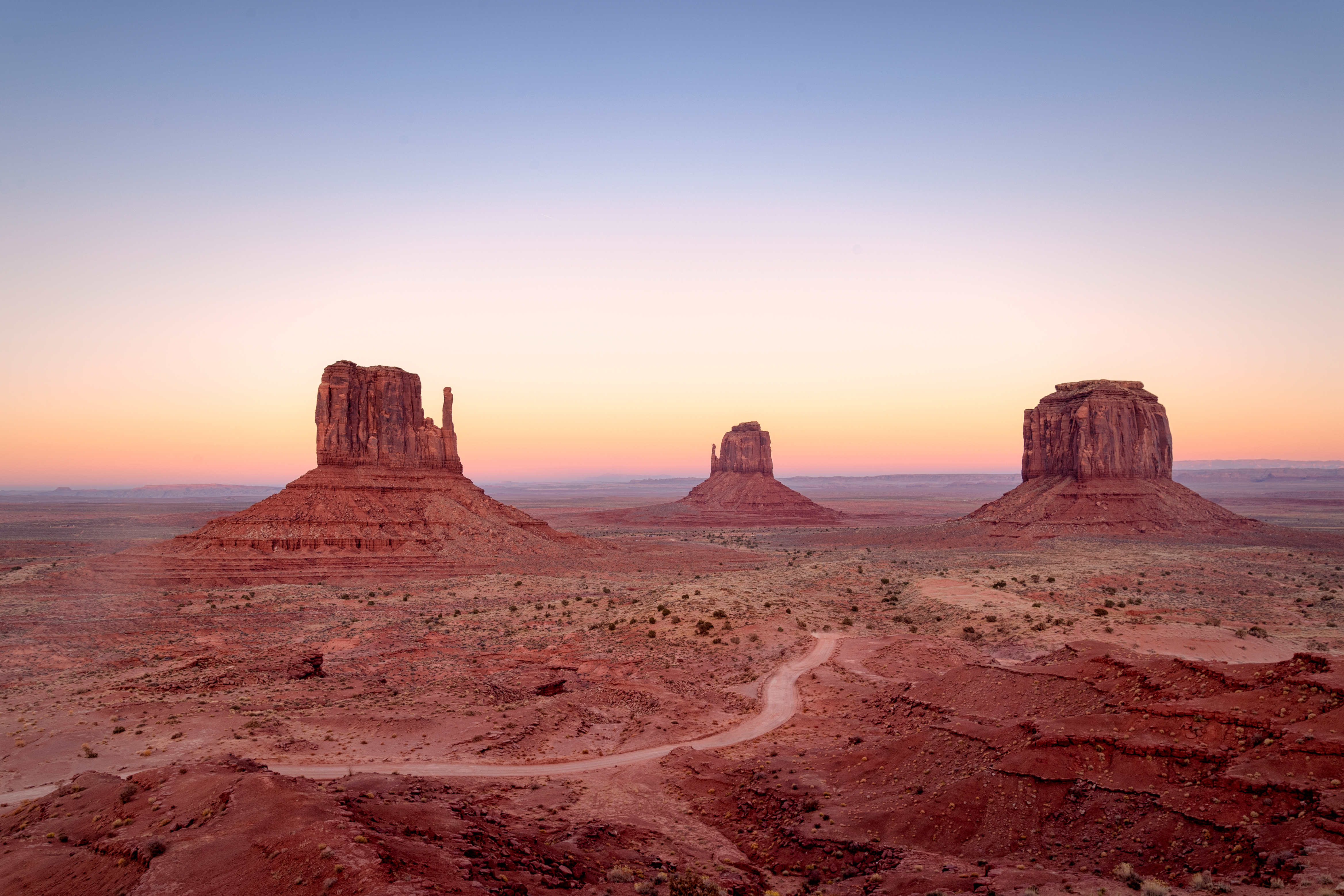
Un paysage emblématique de l'Ouest américain : Monument Valley.

L’Ouest américain, en anglais : Western United States, aussi appelé Far-West ou Far West (« Ouest Lointain » en anglais), est une région située dans l'ouest des États-Unis. Sa définition a évolué avec le temps, puisque la population de l'époque moderne a colonisé les terres intérieures en se dirigeant vers l'océan Pacifique. Cette colonisation est appelée la conquête de l'Ouest. Le Far West est une région où se développe une société originale, où se croisent des individus d'origines et d'horizons très différents. L'Amérique des montagnes Rocheuses, où s'affrontent les tribus amérindiennes et les pionniers américains venus étendre les États-Unis est à jamais symbolisée, dans la mémoire des peuples, par des déserts rouges à perte de vue et des montagnes sculptées par l'érosion.
L'Ouest contient plusieurs biomes : des plateaux et des plaines arides et semi-arides dans le Sud-Ouest, des montagnes boisées (dont trois chaînes majeures, la sierra Nevada, la chaîne des Cascades et les montagnes Rocheuses), un long littoral côtier sur la côte ouest, et des forêts humides dans le Nord-Ouest Pacifique. Le terme Far West, populaire en Europe, est peu employé aux États-Unis où on lui préfère le terme Wild West (« Ouest sauvage »).

## Géographie

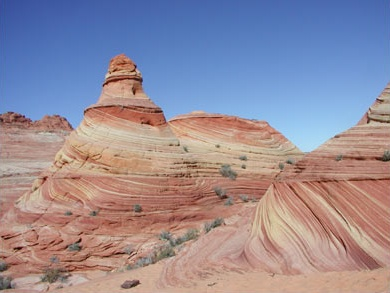
Les Coyote Buttes, à la frontière entre l'Utah et l'Arizona.

De façon formelle, l’Ouest américain est constitué de 13 États américains : l’Alaska, l'Arizona, la Californie, le Colorado, Hawaï, l'Idaho, le Montana, le Nouveau-Mexique, le Nevada, l'Oregon, l'Utah, l’État de Washington et le Wyoming. Mais d'une manière générale, on considère que cette région comprend tous les États à l'ouest du fleuve Mississippi. Elle représente donc un territoire gigantesque, aux milieux naturels variés, le plus souvent marqués par l’aridité. L'un des enjeux de la conquête de l’Ouest fut celui de la maîtrise de cette immensité désertique.
La géographie physique de l'ouest américain s'organise en grandes bandes méridiennes, que l'on peut décrire rapidement d'est en ouest : à l'ouest du Mississippi se trouvent des régions de plaines, marquées par un climat continental dans sa partie nord. Ces territoires sont parcourus depuis des siècles par les bisons. Les terres sont fertiles et couvertes par la prairie. Le système fluvial du Missouri-Mississippi constitue une voie de pénétration à l'intérieur des terres. Les Monts Ozark se situent entre les fleuves Arkansas et Missouri et ne dépassent pas 700 mètres d’altitude. Ils s’étirent sur environ 350 km du nord au sud. Les Montagnes Ouachita ne sont pas des obstacles majeurs (350 km d’est en ouest). Les plaines du golfe du Mexique, larges de 250 à 500 kilomètres, sont constituées de couches sédimentaires. La côte est marquée par le delta du Mississippi, par des lagunes et cordons littoraux qui sont menacés par les cyclones en été et en automne.

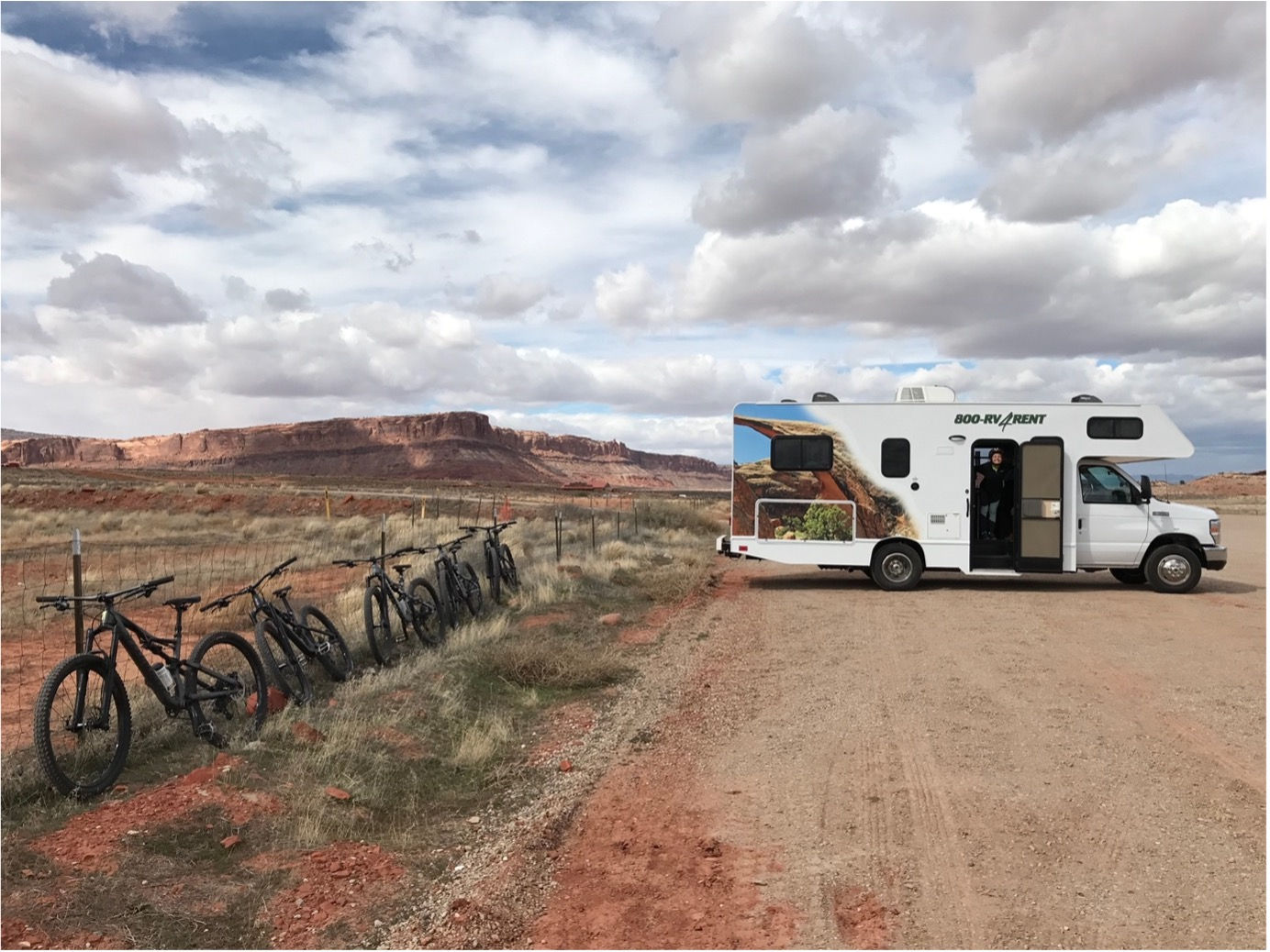
Road Trip

En allant vers la côte du Pacifique, l’altitude s’élève d'abord dans les Hautes Plaines. Situées à l’ouest des Grandes Plaines, elles constituent un piémont qui marque une transition vers les Montagnes Rocheuses. Les Black Hills (Dakota du Sud) culminent à environ 2 200 mètres d’altitude.
Les montagnes Rocheuses constituent une chaîne de montagnes élevées à l’ouest des Grandes Plaines et des Hautes Plaines. Elles se décomposent en plusieurs sous-ensembles parallèles et d'extension méridienne. Plusieurs sommets dépassent les 4 000 mètres d’altitude (Mont Elbert, 4 399 mètres). Elles déterminent la ligne de partage des eaux entre le bassin du Mississippi à l’est et les fleuves se jetant dans le Pacifique à l’ouest. Elles sont un véritable obstacle pour les Hommes.
À l’ouest des Rocheuses se trouvent des hauts plateaux disséqués par des cours d'eau tumultueux : le plus célèbre est le plateau du Colorado, au sud, dont la vallée encaissée forme le Grand Canyon. Au nord, le plateau de la Columbia, connaît des hivers neigeux. Le Grand Bassin présente une suite de dépressions occupées par des déserts (vallée de la Mort, désert des Mojaves) enserrés entre des chaînes de montagnes parallèles.

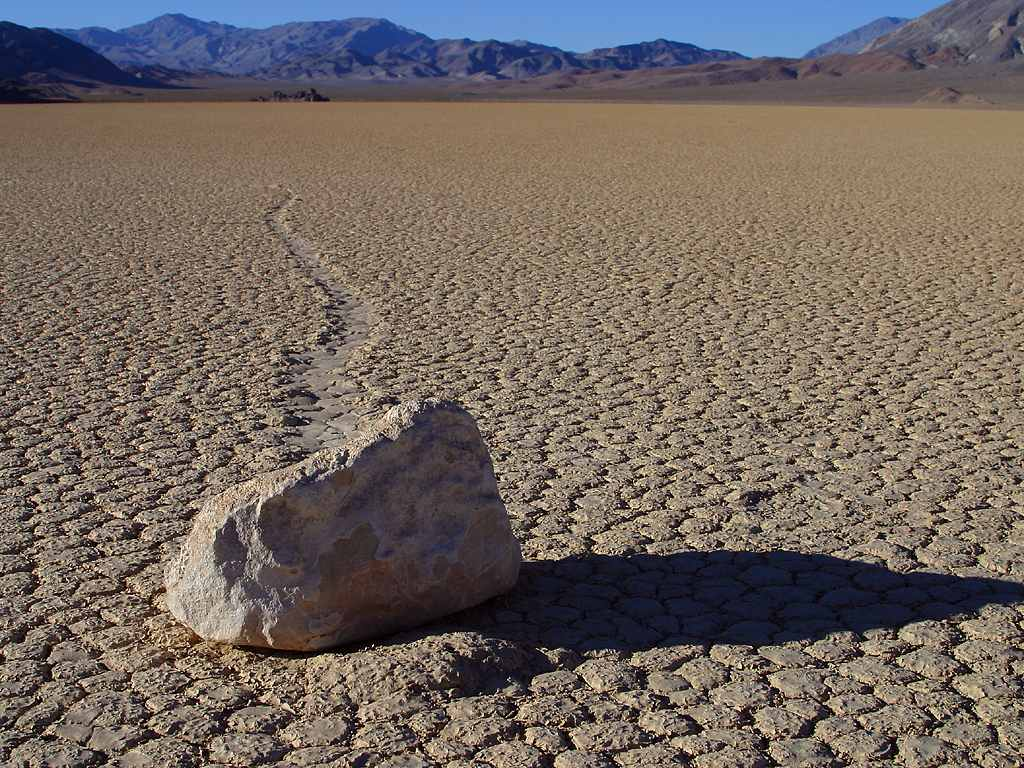
Une pierre mouvante dans le désert de la vallée de la Mort (Californie).

La Sierra Nevada est une chaîne de sommets élevés qui domine l’est de la Californie et qui borde le Grand Bassin sur environ 700 kilomètres. Son point culminant est le Mont Whitney (4 421 mètres). La Sierra Nevada est une véritable barrière rocheuse et enneigée une bonne partie de l'année. La chaîne des Cascades fait partie du même système montagneux que la Sierra Nevada, plus au nord. Elle comprend de nombreux volcans (Mont Saint Helens, 2 549 mètres).
La plaine de Californie, appelée aussi la Vallée Centrale est un vaste espace plat et fertile, long d’environ 600 km. Les chaînes côtières du Pacifique (en anglais : Pacific Coast Ranges) ont pour principal sommet aux États-Unis (hors Alaska) le mont Rainier (4 392 mètres) dans l’État de Washington. La région comprend plusieurs grabens comme celui de la rivière Russe. Elle est échancrée par des estuaires comme la baie de San Francisco et le Puget Sound. On touche ici aux régions les plus occidentales des États-Unis.

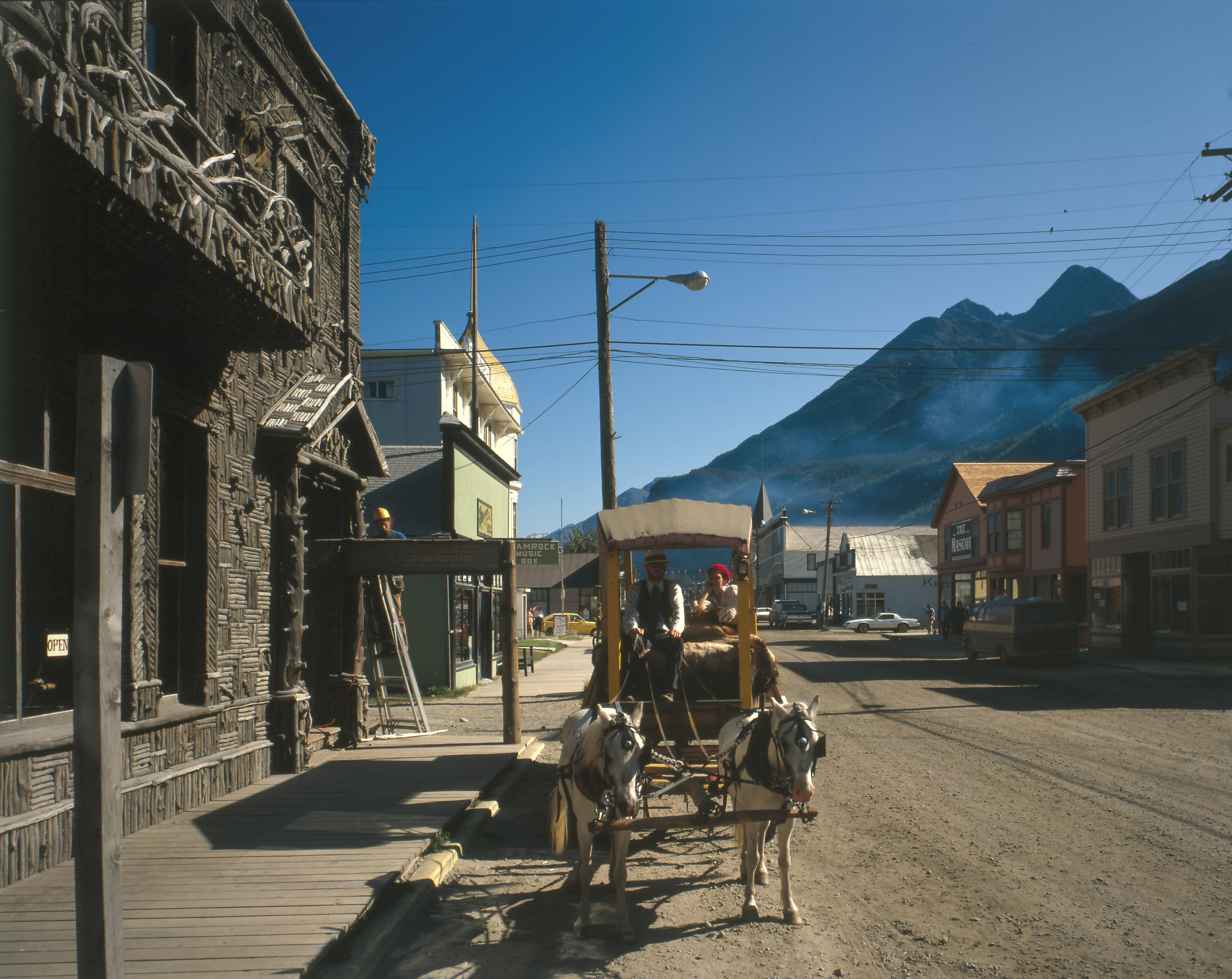
Skagway, Alaska.

Le relief de l’Alaska est fortement marqué par la montagne : la chaîne d'Alaska culmine au mont McKinley (6 190 mètres). Le littoral est très découpé et ponctué de fjords. Les chaînes côtières bordent le golfe d'Alaska et font partie de la ceinture de feu du Pacifique. Les glaciers façonnent des vallées encaissées. Le milieu naturel est difficile pour les hommes.
Le Far West est aussi une région faiblement peuplée avant l'arrivée des Blancs : les Indiens des Plaines y sont relativement peu nombreux et vivent en groupes dispersés et nomades. Pour les États-Unis, nés à la fin du XVIIIe siècle, ces contrées sauvages constituent une réserve de terres et de ressources naturelles qui paraissent sans limite.

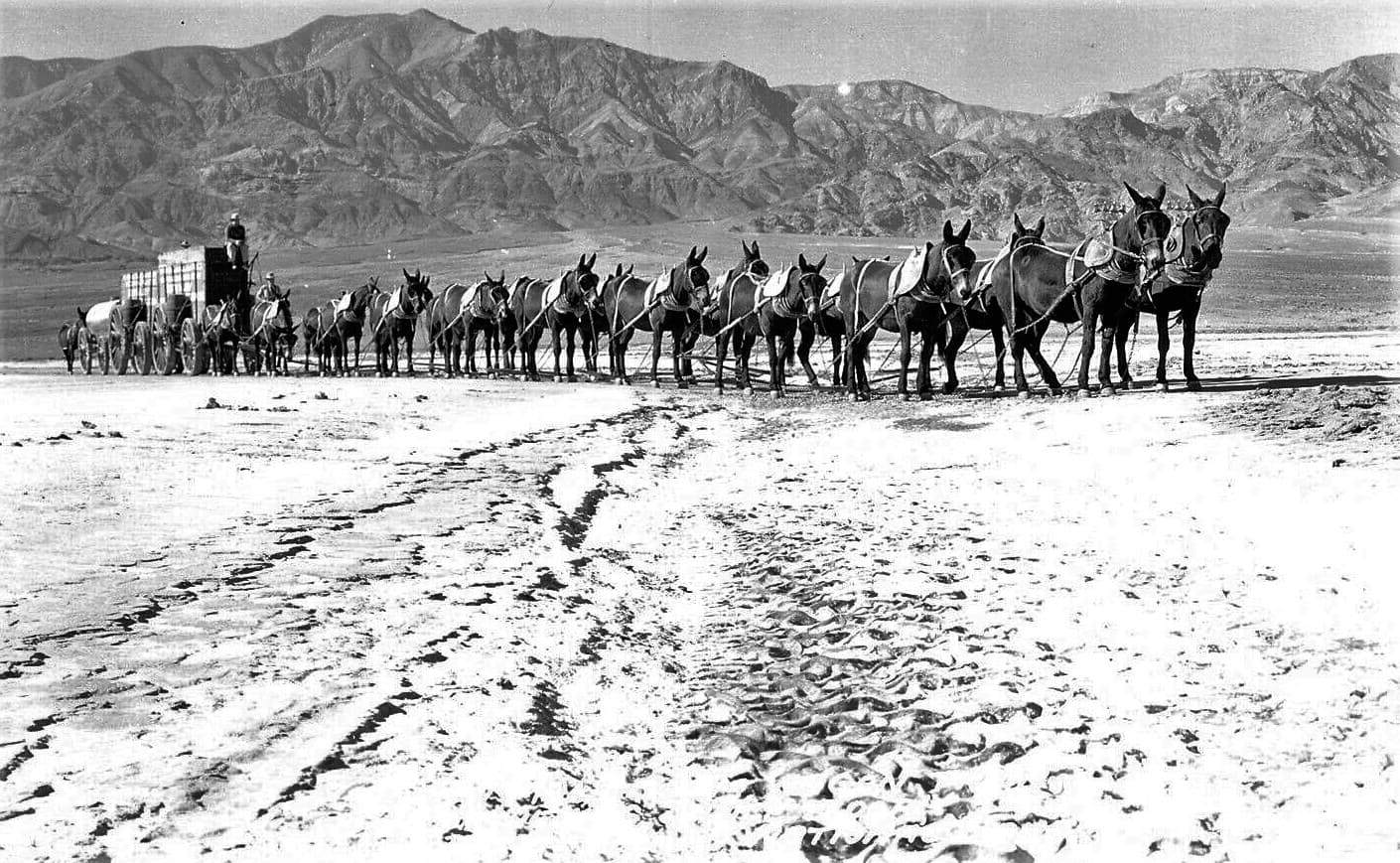
Attelage de vingt mules dans la vallée de la Mort.

## Historique

### Colonisation européenne

#### Présence espagnole

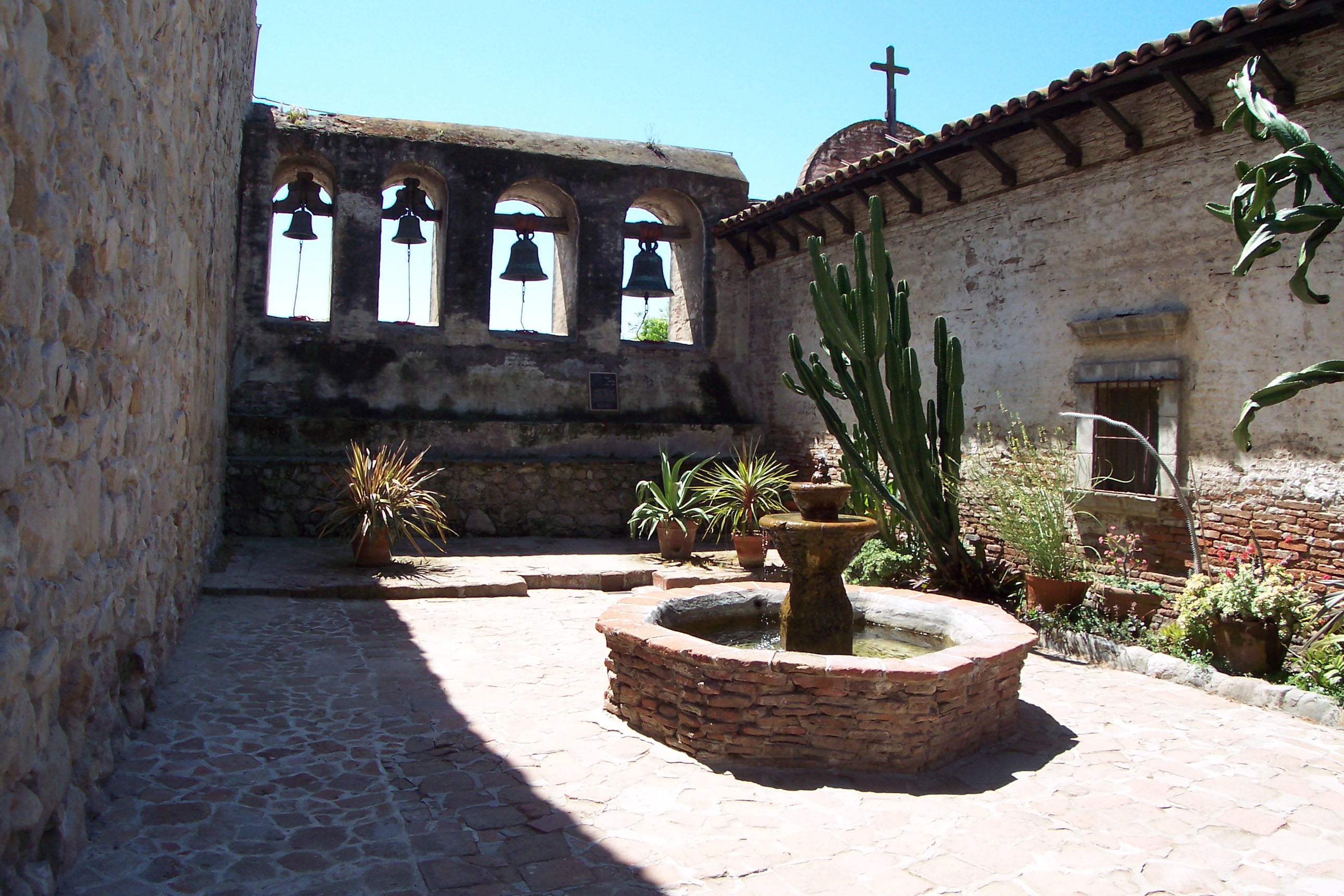
Mission espagnole San Juan Capistrano, Californie.

Les Espagnols se sont emparés d'une grande partie de l'Amérique au XVIe siècle et cherchent à étendre leur empire colonial vers le nord de l'actuel Mexique. Ils envoient des expéditions (Álvar Núñez Cabeza de Vaca, Marcos de Niza, Francisco Vásquez de Coronado…) depuis la Nouvelle-Espagne, afin de trouver des métaux précieux et des esclaves ; au XVIIIe siècle, la présence espagnole se renforce et s'étend, pour contrer l'expansionnisme français à l'est. Les conquistadors apportent avec eux des maladies qui déciment les populations amérindiennes. Très tôt, les franciscains et jésuites mettent en place plusieurs missions dans la région pour convertir les indigènes au christianisme. Les Espagnols construisent des forts (presidio) au Texas, au Nouveau-Mexique et en Californie. Ils doivent faire face à l'hostilité des Comanches et des Apaches, aux soulèvements des Pueblos et des esclaves. Ils répondent par une politique de répression et d'alliance avec certaines tribus: comanches, etc. Il règne déjà un climat de violence et de non-droit dans ce qui allait devenir le Far West.
L'Ouest espagnol souffre de sous-peuplement et peine à accueillir des immigrants. L'essor économique peine à venir, à cause de l'isolement et du monopole du commerce avec l'Espagne : les colons tirent quelques ressources des échanges avec les Français ou les Amérindiens, ils pratiquent l’élevage extensif ou l’agriculture en utilisant la main d’œuvre locale et le système de l’encomienda. Les mines sont exploitées par des esclaves amérindiens.
Avec le traité secret de Fontainebleau (1762), la France cède La Nouvelle-Orléans et la rive occidentale du Mississippi à l'Espagne. En 1774, une piste est ouverte entre les territoires du Nouveau-Mexique et la côte du Pacifique.

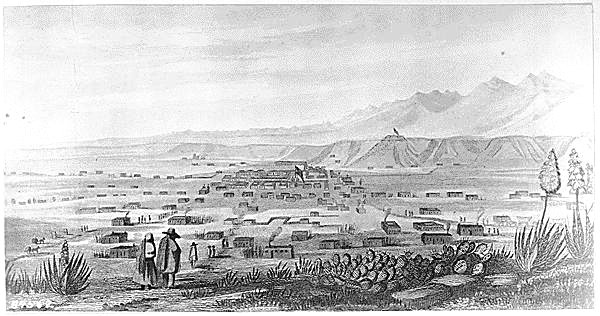
Santa Fe (Nouveau-Mexique) en 1846.

En 1821, le Mexique devient indépendant de l'Espagne à l'issue d'une décennie de guerre. La révolution a détruit l'industrie coloniale de l'extraction d'argent, et le trésor national est en banqueroute. Le long de la frontière nord, les fonds qui ont jusqu'alors permis aux missions, aux presidios et aux camps apaches de survivre disparaissent presque entièrement. Devenu un État indépendant, le Mexique accorde des terres aux Américains qui se révoltent en 1835-1836 au Texas. Au cours du siège de Fort Alamo par Antonio López de Santa Anna, les 187 occupants américains parmi lesquels se trouvait Davy Crockett meurent dans la bataille. La répression s'abat et l'armée mexicaine se livre à des pillages qui ne font que souder les colons américains. Le 21 avril 1836, Sam Houston parvient à vaincre les Mexicains à la bataille de San Jacinto. Il devient le premier président de la république du Texas, qui est reconnue par le gouvernement américain en mars 1837.
Des trappeurs américains commencent à entrer dans la région à la recherche de fourrures. En 1846, l'idéologie de la destinée manifeste et l'occupation de territoires disputés entraînent la guerre américano-mexicaine, qui est suivie par la Cession mexicaine. En 1853, le président James Buchanan envoie James Gadsden à Mexico pour négocier avec Santa Anna l'achat d'une partie de territoire de l'Arizona et du Nouveau-Mexique.

#### Louisiane française

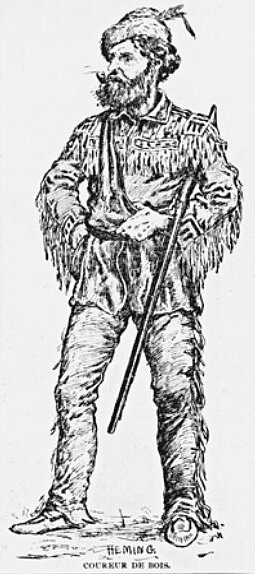
Coureur de bois
Gravure sur bois de Arthur Heming.

À partir des années 1660, la France s'engage dans une politique d'expansion en Amérique du Nord, depuis le Canada. Les objectifs sont de trouver un passage vers la Chine (passage du Nord-Ouest), d'exploiter les richesses naturelles des territoires conquis (fourrures, minerais) et d'évangéliser de nouveaux autochtones. Les coureurs des bois se lancent dans l'exploration de l'ouest, le « Pays d'en Haut » selon l'expression de l'époque. Ils sont suivis par plusieurs expéditions, parfois menées par des prêtres. En 1673, Louis Jolliet et Jacques Marquette commencent l'exploration du fleuve Mississippi. En 1682, Cavelier de la Salle et Henri de Tonti descendent à leur tour le Mississippi jusqu'à son delta. Ils construisent des forts et nouent des contacts avec les Amérindiens. Ils revendiquent la souveraineté française sur l'ensemble de la vallée et l'appellent Louisiane en l'honneur du roi Louis XIV. L'exploration de l'ouest continue : en 1714, Louis Juchereau de Saint-Denis remonte la rivière rouge et atteint le Río Grande. La même année, Étienne Véniard de Bourgmont navigue sur le Missouri. En 1721, Jean-Baptiste Bénard de la Harpe remonte l'Arkansas en pays caddo. La zone d'influence française s'étend considérablement et les voyages jettent les bases de la reconnaissance du Far West.
Les coureurs des bois jouent un rôle important dans l'extension de l'influence française en Amérique du Nord. Dès la fin du XVIIe siècle, ces aventuriers remontent les affluents du Mississippi. Ils sont poussés par l'espoir de trouver de l'or ou de faire du commerce de fourrure ou d'esclaves avec les Indiens. La traite des peaux, souvent pratiquée sans autorisation, est une activité difficile, la plupart du temps exercée par de jeunes hommes célibataires. Beaucoup d'entre eux souhaitent finalement se sédentariser pour se reconvertir dans les activités agricoles.
Bon nombre s'intègrent dans les communautés autochtones. Ils apprennent leur langue et prennent des épouses amérindiennes : on connaît bien le cas du Canadien-Français Toussaint Charbonneau et de sa femme Sacagawea, qui ont eu un fils prénommé Jean-Baptiste. Ils participent à l'expédition Lewis et Clark, au début du XIXe siècle.
Les hostilités entre Français et Britanniques recommencent deux ans avant le déclenchement de la guerre de Sept Ans en Europe. Elles s’arrêtent plus tôt en Amérique, avant le Traité de Paris (1763). Celui-ci est signé le 10 février 1763 et consacre l’éviction de la France de l’Amérique du Nord : la rive occidentale du Mississippi est remise à l’Espagne.

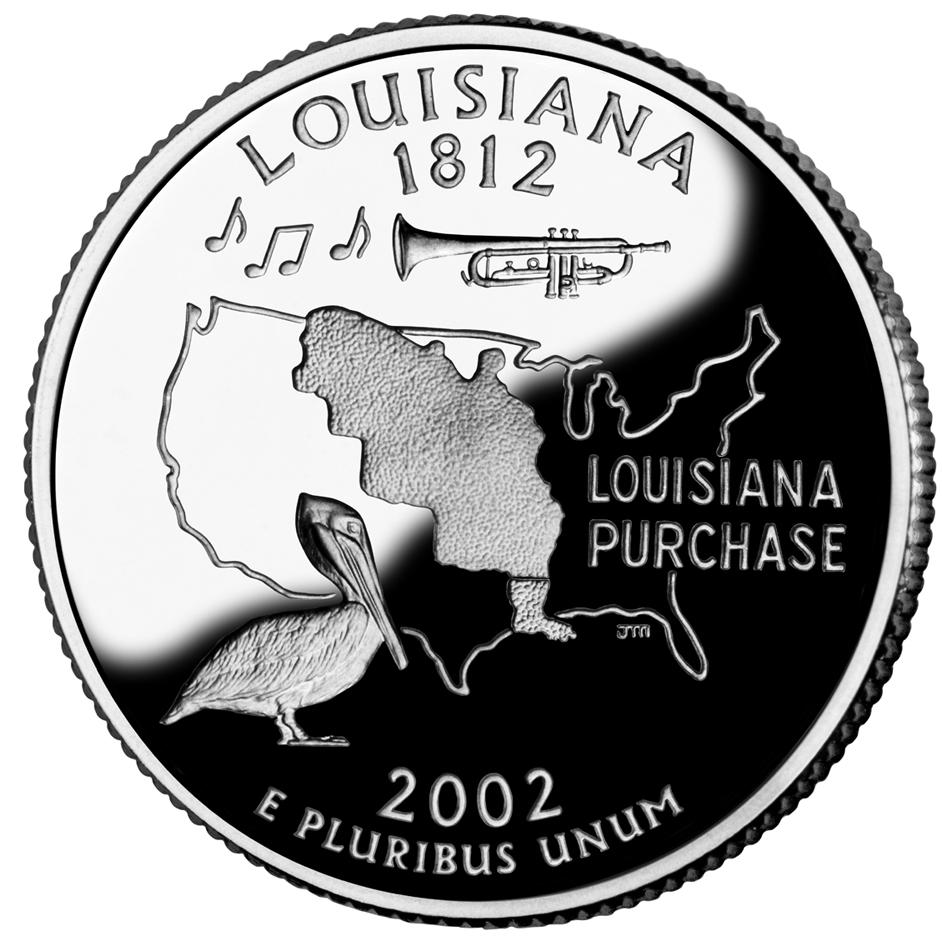
La vente de la Louisiane ouvre aux États-Unis les portes du Far West.

Le traité de San Ildefonso, signé en secret le 1er octobre 1800, prévoit la cession de la Louisiane occidentale ainsi que de La Nouvelle-Orléans à la France en échange du duché de Parme. Le 18 janvier 1803, Joseph Bonaparte, alors roi d'Espagne, rétrocède la Louisiane à son frère. Cependant, Napoléon Bonaparte décide de ne pas garder cet immense territoire. Dictée par le réalisme politique et par la rupture de la paix d'Amiens avec le Royaume-Uni (la Grande-Bretagne et l'Irlande se sont unies pour devenir le Royaume-Uni en 1801), la décision est prise de vendre la Louisiane aux jeunes États-Unis le 30 avril 1803 contre la somme de 80 millions de francs (15 millions de dollars). La souveraineté américaine entre en vigueur le 20 décembre 1803 (acte du Louisiana Purchase). Cependant, les Français, en particulier les coureurs des bois, continuent à fréquenter la région et pénètrent le Far West : ainsi, Pierre Vial découvre la piste de Santa Fe.

### Conquête de l'Ouest (XIXesiècle)
Au XIXe siècle, les États-Unis obtiennent la Louisiane française (Vente de la Louisiane en 1803) puis les territoires mexicains du Sud-Ouest (Texas, Nouveau-Mexique et Californie) à l'issue de plusieurs conflits (Révolution texane et Guerre américano-mexicaine). En 1850, la majorité de l'ouest du Mississippi a été conquise par les Américains qui colonisent les nouveaux espaces mis ainsi à leur disposition. La Californie, le Texas, le Colorado, le Nouveau-Mexique et l'Oregon sont les premiers à subir une colonisation américaine massive. Puis les Grandes Plaines, à partir des années 1870, sont elles aussi exploitées. L'Oklahoma est le dernier territoire ouvert à la colonisation blanche, en avril 1889. En 1890, l'essentiel de l'Ouest a été colonisé, ce qui met théoriquement fin à la Conquête de l'ouest. Celle-ci a vu différents évènements qui sont entrés dans la légende.
- La fusillade d'O.K. Corral
- La bataille de Little Big Horn
- Le siège de Fort Alamo
- La ruée vers l'or en Californie
- Les vols à main armée faits par différents bandits : Butch Cassidy, Jessie James, les frères Dalton, etc.

#### Populations

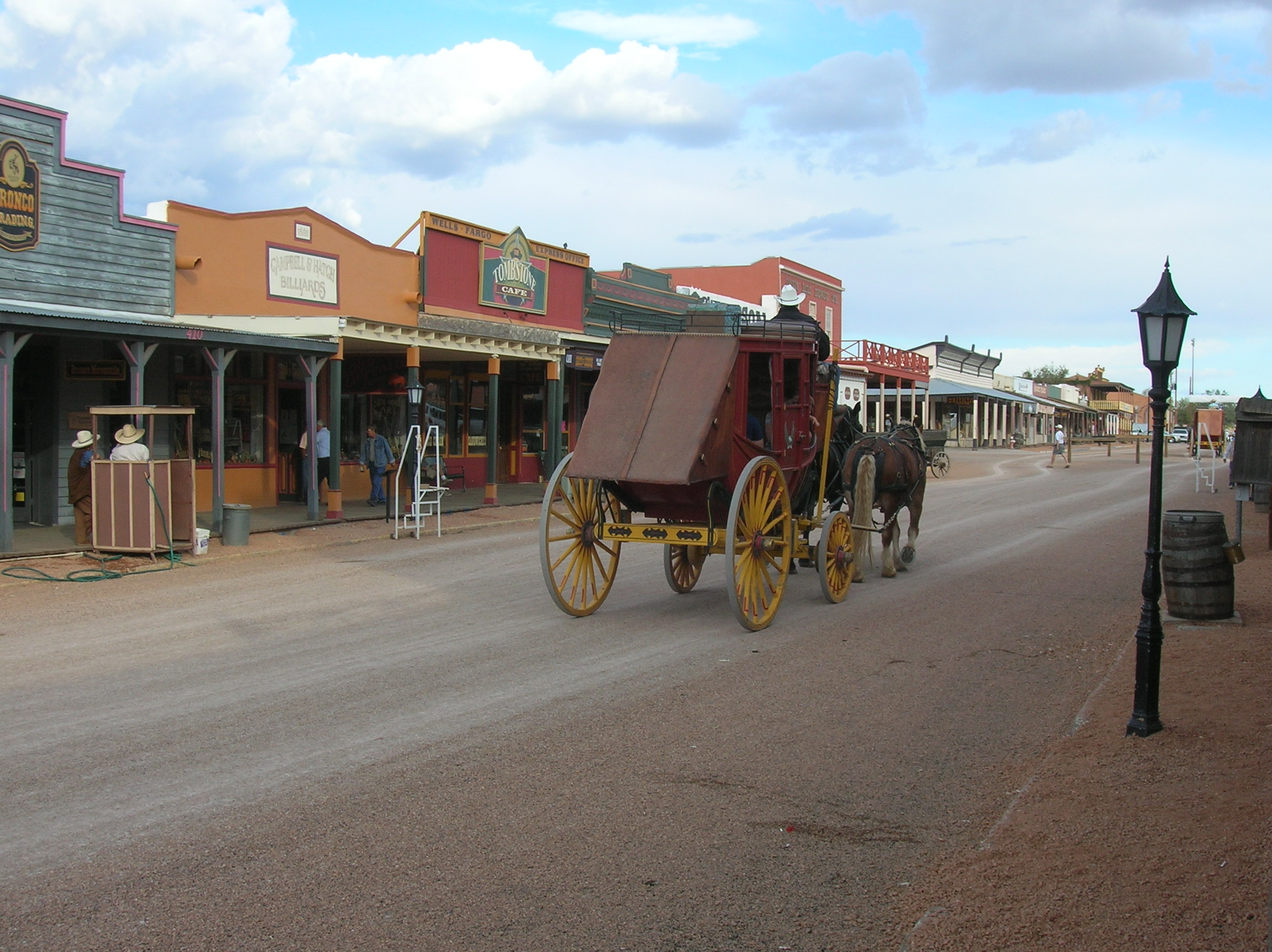
Tombstone, Arizona.

- Les cow-boys contribuent au mythe du Far West. Contrairement à une idée reçue, ils sont souvent issus des minorités (Noirs, Mexicains). Leur travail est difficile : il consiste à mener des milliers de bœufs du Texas au Kansas, à travers la prairie des Grandes Plaines. Cette grande transhumance est faite de dangers : attaques de bêtes, orages, passage difficile des cours d'eau et quelquefois raids amérindiens. Les cow-boys sont mal payés et méprisés par la bourgeoisie américaine et par les propriétaires de ranch. À leur arrivée dans la ville du bétail, ils chargent les bêtes dans les wagons qui les emmènent dans les abattoirs de l'est des États-Unis. Ils dépensent leur paye dans les saloons et les maisons closes. En dehors de la saison de la grande transhumance, ils vagabondent et travaillent dans les ranchs. Ils finissent par disparaître lorsque le chemin de fer se développe, à la fin du XIXe siècle.

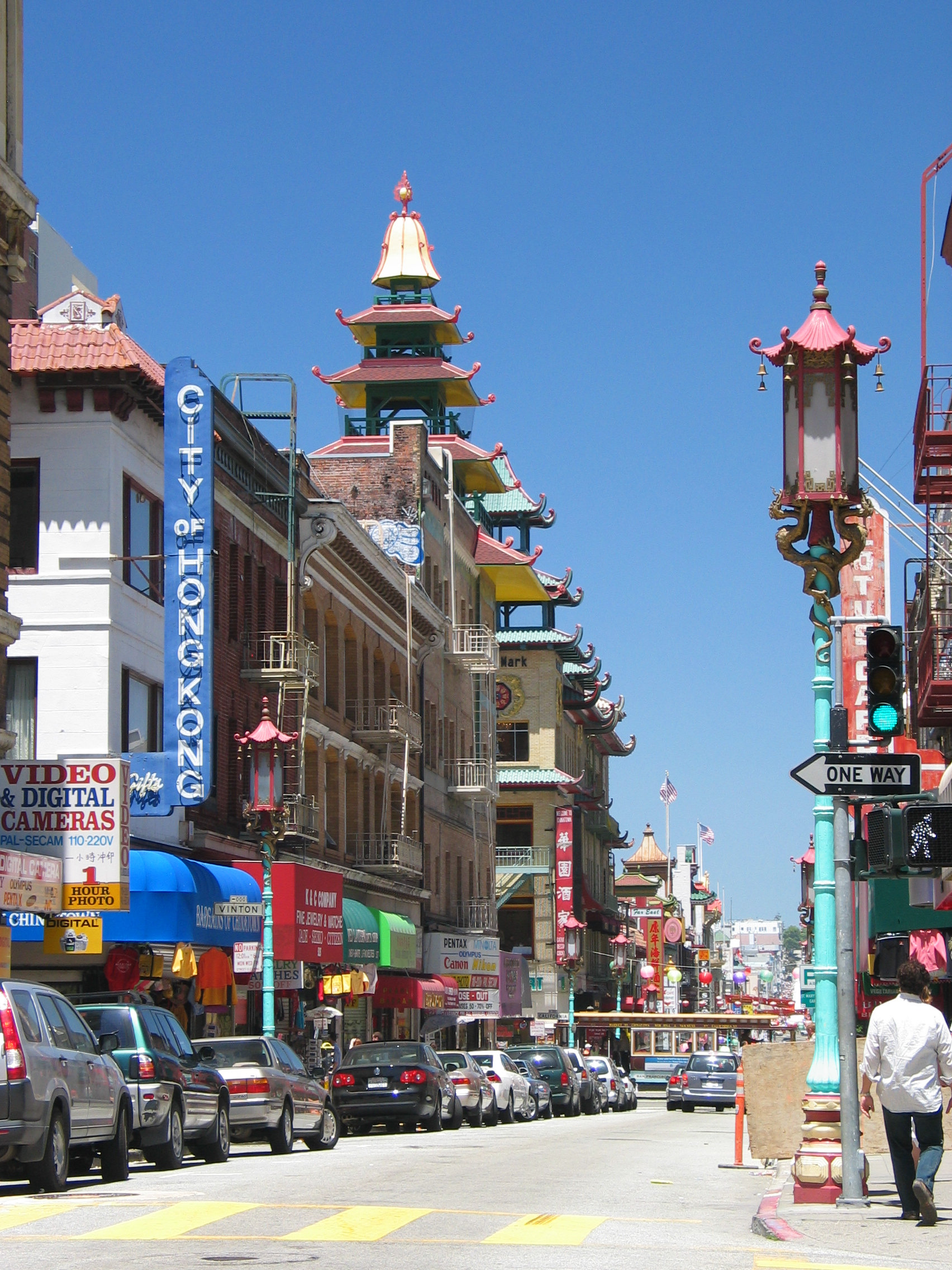
Le Chinatown de San Francisco, de nos jours.

- Les Chinois : ils arrivent en Californie à l'époque de la Ruée vers l'or. En 1859, environ 35 000 Chinois sont installés en Californie[7] ; en 1880, ils sont 75 135[8]. Ils prennent des activités délaissées par les Blancs. Ils sont employés dans la construction du Premier chemin de fer transcontinental : les coolies se révèlent être une excellente main d'œuvre plus efficace et meilleur marché que les Européens ou les Américains. En 1868, ils représentent 2/3 de la main d'œuvre[9]. À San Francisco, ils prospèrent dans la restauration, le commerce, la pêche et la blanchisserie. Ils organisent des sociétés secrètes pour régler leurs différends et vivent dans des quartiers séparés, les Chinatowns.

Ils gagnent petit à petit tout l'ouest américain. Ils sont souvent victimes de discriminations, de xénophobie et de violences. On leur reproche de tirer les salaires vers le bas. Certains appellent au boycott de leurs magasins. Quand ils deviennent nombreux, les Chinois sont aussi vus comme des envahisseurs par les Indiens. Ainsi, en mai 1866, une soixantaine de Chinois sont tués par des Indiens dans l’Idaho. Mais les contacts et les échanges pacifiques existent aussi : les Chinois apprennent les langues indiennes et deviennent interprètes.

#### Villes

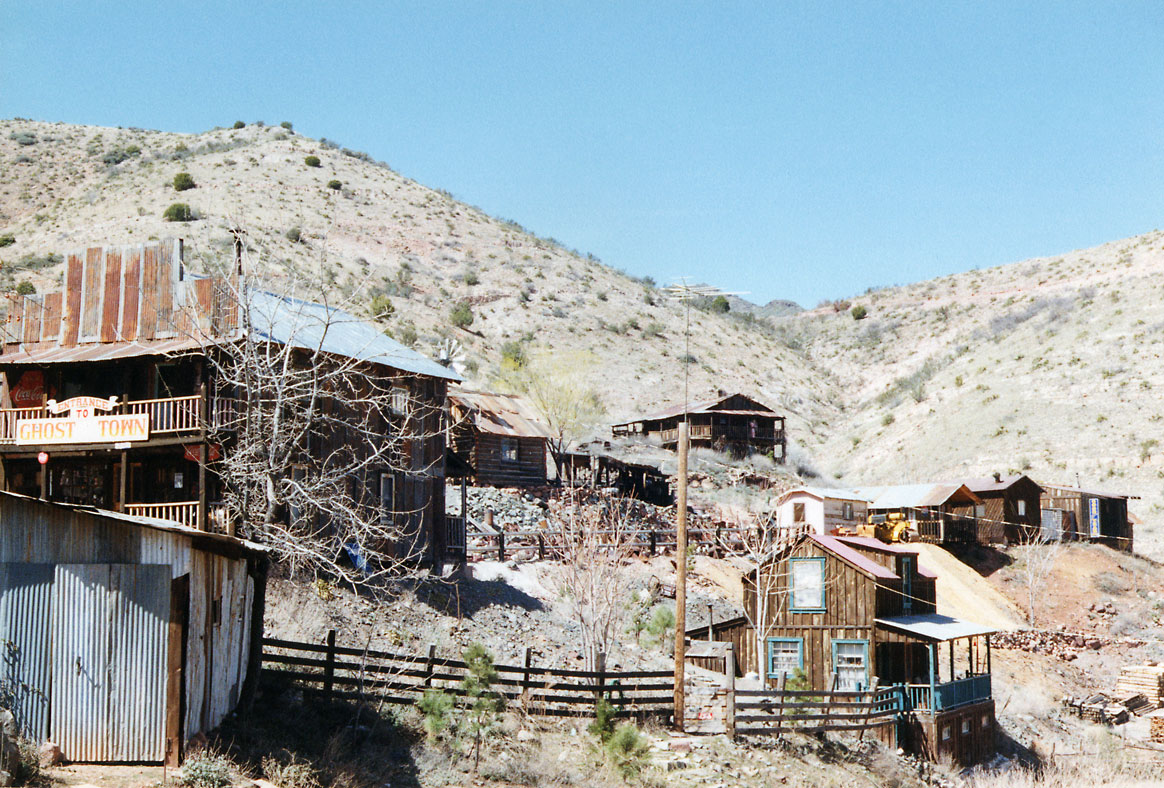
Ville fantôme de Jerome, Arizona.

L'Ouest américain s'urbanise rapidement sous l'effet de plusieurs facteurs : la construction du chemin de fer fixe les populations. La découverte de métaux précieux provoque un afflux de population brusque : entre 1848 et 1850, la population de San Francisco est multipliée par 20. Stockton et Sacramento s’agrandissent de manière semblable.
Mais beaucoup de ces villes minières disparaissent aussi vite qu'elles se sont peuplées : vers 1870, Virginia City comptait 30 000 habitants ; elle est désertée quelques années plus tard. Les villes-fantômes s'égrainent dans tout l'Ouest américain et sont autant de témoins de la fièvre de l'or.

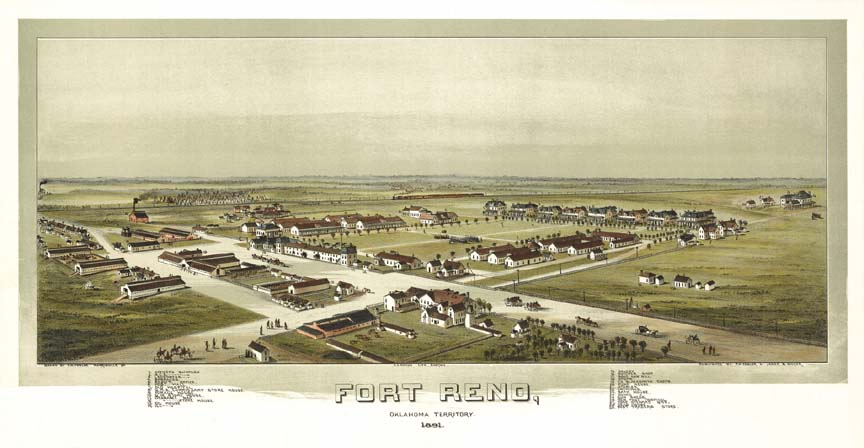
Fort Reno, Oklahoma, 1891.

Les camps de mineurs se transforment rapidement en bourgades : ils se dotent de saloons, d'une ou plusieurs épiceries et de banques pour déposer l'or ou l'argent. En 1879, Leadville dans le Colorado possède 120 saloons, 188 salles de jeux pour seulement quatre églises. Elles deviennent un univers essentiellement masculin où la violence est endémique à cause du banditisme, des vols, de la prostitution, des jeux d'argent et de l'alcoolisme. Tous ces problèmes se concentrent dans un quartier (appelé Red light district, c'est-à-dire des quartiers chauds), alors que les familles fréquentent celui où se trouvent les magasins, l'école, l'église, et parfois le théâtre ou l'opéra. Le shérif et le marshal sont les garants de l'ordre. Les villes de l'ouest sont présentées par les journalistes et les écrivains comme des repaires de bandits. Des missionnaires protestants partent vers ces contrées pour y chasser le vice. Leur action est relayée par les femmes qui tentent d'imposer la morale victorienne. Un effort est mené pour l'alphabétisation, avec la construction d'écoles (par exemple les Sunday Schools) et d'universités, dans les plus grandes agglomérations, à la fin du XIXe siècle. En Californie, on lève une taxe spéciale pour l’éducation.

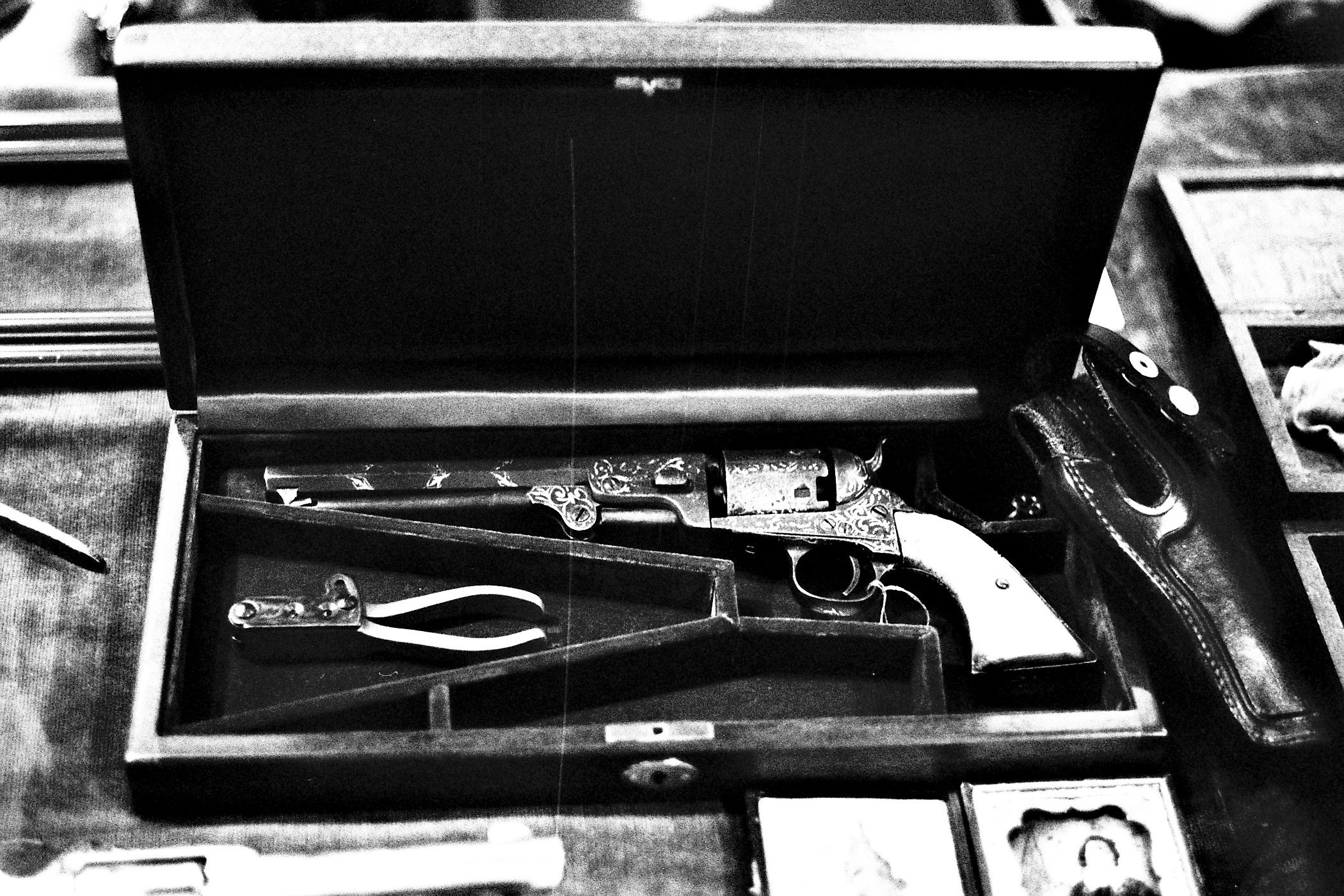
Un Colt, 1860.

Les armes à feu font partie du quotidien de l'Ouest américain : en 1836, Samuel Colt invente un revolver simple dans laquelle les charges sont stockées dans un barillet. Construit selon les procédés industriels, il se diffuse rapidement dans tous les États-Unis. Cette arme, qui portera son nom, permet de très rapidement tirer six coups. Dans les années 1850, Smith et Wesson fabriquent la Winchester rifle. Les armes à feu contribuent à la violence meurtrière qui sévit dans l'Ouest, malgré les interdictions dans certaines villes. Face aux homicides qui ont lieu en général lorsque les hommes sont en état d'ébriété, les jurys populaires prononcent peu de peines de mort. Les prostituées et les minorités (Chinois, Mexicains) sont aussi les victimes de cette violence armée. Dans plusieurs localités, les citoyens créent des comités de vigilance, dont les membres sont appelés « les vigilantes ». Face aux carences de la force publique et à l'indulgence des jurys, ils se font justice eux-mêmes : entre 1849 et 1920, ces comités exécutent 527 personnes, sans procès, le plus souvent par pendaison.

#### Maîtrise du territoire

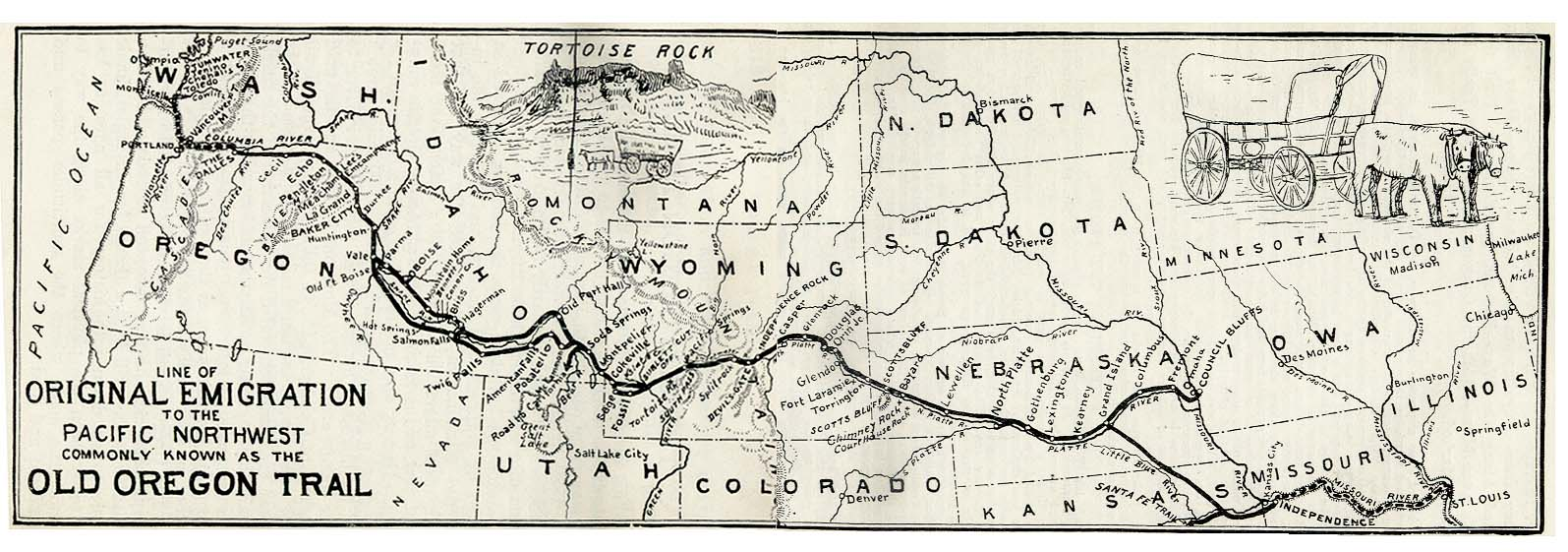
Piste de l'Oregon.

La conquête de l’Ouest passe par la mise en valeur et l'intégration par la route, le télégraphe et le chemin de fer. De nombreuses pistes (trails en anglais) sont empruntées par les migrants dans leurs chariots bâchés, les soldats et les cow-boys dans tout le Far West ; les plus célèbres sont les pistes de la rivière Rouge, la piste de Santa Fe, la piste de la Californie ou encore la piste de l'Oregon. Ces routes sont parcourues par les diligences qui transportent passagers et courrier dans des conditions difficiles. La diligence est un véhicule souple et robuste, conduite par un cocher. À ses côtés, un homme armé garde le courrier et les valeurs. Pour les voyageurs, le parcours en diligence est risqué et très inconfortable.
Le service des postes est assuré par des compagnies comme l’American Express Company ou l’Overland Mail Company. Le Pony Express, fondé en 1860, établit des records de vitesse mais le coût du courrier est excessif ! Le télégraphe permet de communiquer d'un bout à l'autre du pays et condamne le Pony Express.

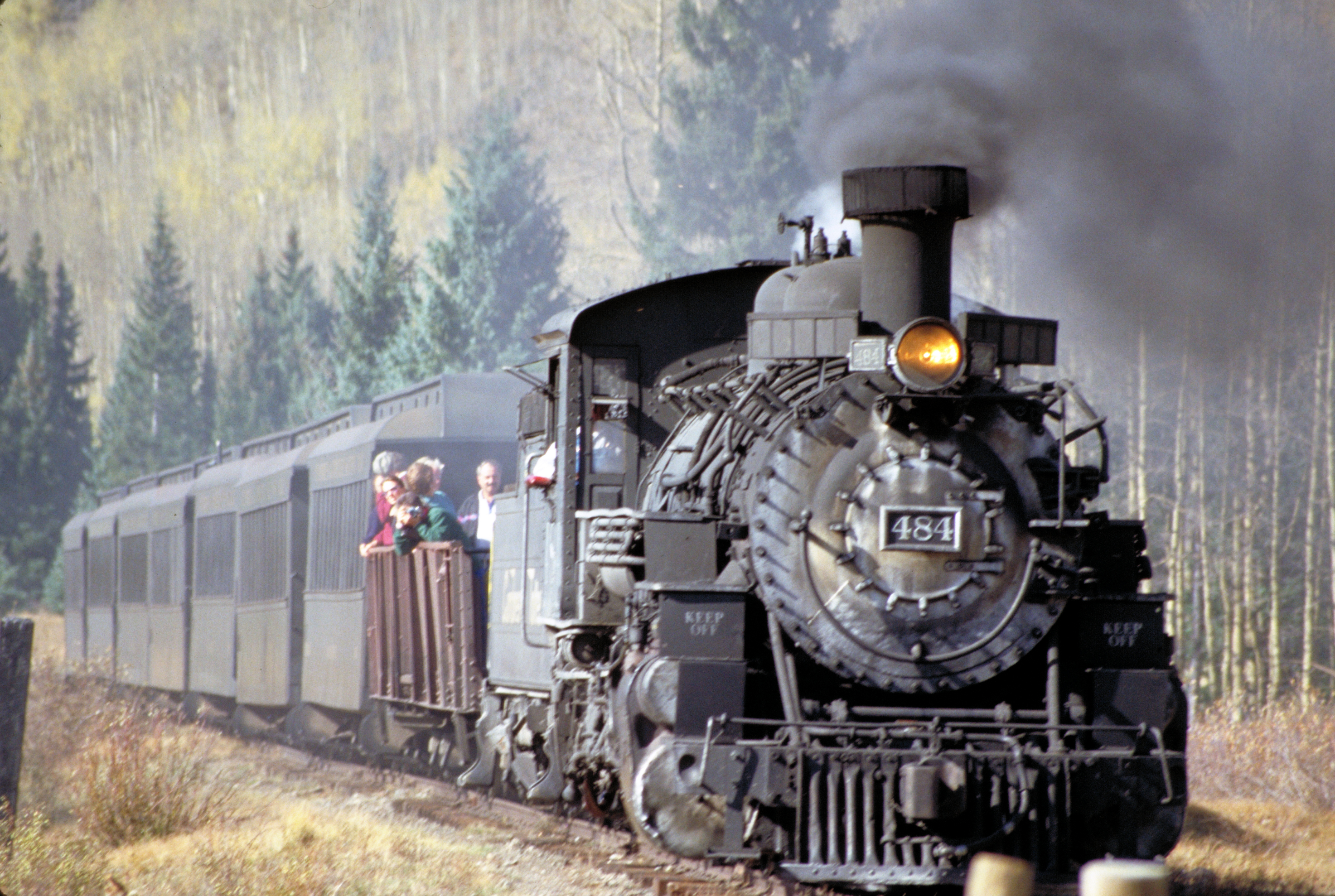
Une locomotive à vapeur, Colorado.

Au milieu du XIXe siècle, l’Est des États-Unis possède déjà un réseau de chemins de fer relativement dense. Le développement de ce moyen de transport vers l’Ouest apparaît de plus en plus comme une nécessité urgente. Les Californiens le réclament pour cesser de dépendre de la voie maritime pour son approvisionnement. Le train permettrait d’acheminer les marchandises et les biens manufacturés de la côte Est ; il permettrait aux colons et aux voyageurs de gagner plus rapidement la côte du Pacifique.
Les obstacles semblent pourtant importants : le transcontinental devrait traverser les Grandes Plaines, menacés par les tribus amérindiennes. Surtout, il serait amené à franchir les Montagnes Rocheuses, hautes de 4 000 mètres et les déserts du Grand Bassin. L’entreprise semblait impossible sans des investissements fédéraux. Le gouvernement américain s’intéressa au projet et en 1853 il lance le Pacific Railroad Survey Act : il charge des expéditions scientifiques de trouver un passage pour le chemin de fer. Au cours de ces expéditions, les experts collectent de nombreuses données sur l'Ouest américain qui sont consignées dans les 14 volumes des Pacific Railroad Reports. Le gouvernement fédéral propose des subventions et des terres pour construire le chemin de fer. En 1856 est créé le Pacific Wagon Road Office et pour la première fois, un train franchissait le fleuve Mississippi. Le chantier du premier chemin de fer transcontinental est lancé en 1865 et il emploie des anciens soldats de la Guerre de Sécession, des chômeurs et des Chinois (surtout en Californie). La ligne est achevée en 1869 et elle permet de relier Sacramento à Omaha en six jours. D’autres voies ferrées seront construites à la fin du XIXe siècle malgré la crise économique de 1873 ; Santa Fe est reliée en 1880 ; Northern Pacific à Bismarck.

### Mutations auXXesiècle

#### Fermeture de la Frontière
En 1890, la Frontière est officiellement close : cela signifie que le territoire américain est désormais colonisé. Selon Frederick Jackson Turner, la Frontière a forgé l’identité de la nation américaine qui repose sur des valeurs telles que l'esprit pionnier, le pragmatisme et l'optimisme. Les derniers territoires sont constitués en États fédéraux : Oklahoma en 1907, Arizona et Nouveau-Mexique en 1912.
L'Arizona et le Nouveau-Mexique ont, en effet, été également les derniers territoires totalement maîtrisés par les colons : très arides et impropres à la colonisation, ces territoires n'attiraient que peu de pionniers, le Congrès acte néanmoins en 1877 le Desert Land Act (une extension de l'Homestead Act qui porte la surface allouée aux pionniers à 2,6 km2 dans les régions arides et semi-arides), provoquant, à partir de la fin des années 1890 en Arizona et au Nouveau-Mexique, un afflux massif d'immigrants venus mettre en valeur le désert, pour le rendre cultivable par la technique irrigatrice de détournement des points d'eau et des rivières (une technique qu'employaient déjà les colons mormons dans l'Utah depuis les années 1840). À la fin des années 1900, l'Arizona et le Nouveau-Mexique ne sont plus des zones marginalisées et peuvent désormais rentrer dans l'Union.
L'Alaska et Hawaii représentent, tacitement, la dernière frontière (même si, historiquement parlant, ces territoires ne sont pas formellement comptabilisés dans « La Frontière ») : respectivement acheté aux Russes en 1867 et annexé par la force en 1898, ces deux territoires ne rejoignent l'Union qu'en 1959. L'Alaska, bien qu'étant vu en 1867 par une majorité d'américains comme un fardeau excentré impossible à coloniser et dont l'achat n'en valait aucunement la peine, connaît néanmoins à partir des années 1930 un afflux d'agriculteurs venus des états (également au climat froid) du nord des États-Unis, puis après la Seconde Guerre mondiale un afflux de travailleurs venus gagner leur vie dans les bases militaires américaines (à proximité de l'Union soviétique) ou dans les champs pétroliers (après la découverte d'un immense gisement dans la péninsule de Kenai). L'archipel d'Hawaii, quant à lui, a immédiatement attiré les colons anglo-saxons dès l'annexion, de par son hospitalité.
L'Ouest voit également arriver de nouvelles vagues de migrants au cours des années 1920/1930 : les chômeurs de la crise économique qui sévit à l’est, ainsi que des populations pauvres d’Europe orientale et de Scandinavie, tentent de reconstruire leur vie dans les Montagnes Rocheuses ou sur la côte ouest. Certains de ces migrants se nomadisent (à la limite de la clochardise) et donnent naissance à la sous-culture des tramps, d'autres (comme les afro-américains ayant quitté le Sud profond) viennent s'installer dans les grandes métropoles (en particulier à Los Angeles).

#### Élaboration du mythe, conservation de la nature

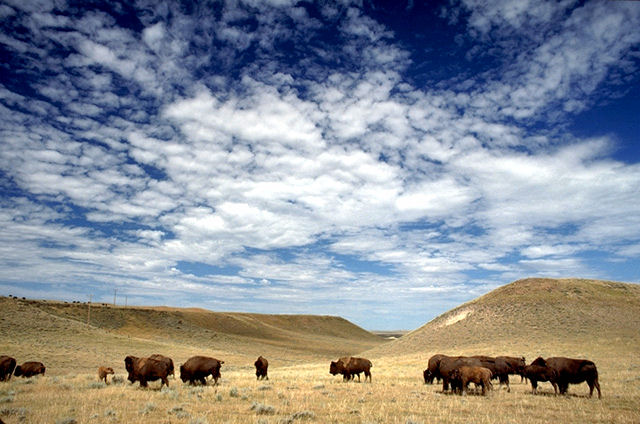
Bisons dans l'Ouest américain.

Le développement économique et la croissance démographique de l'Ouest posent des défis écologiques importants dès la fin du XIXe siècle : l'exploitation des minerais et des métaux précieux entraîne des rejets toxiques dans les fleuves (mercure). La traite des fourrures menace la survie de nombreuses espèces de mammifères. L'expansion d'une agriculture de plus en plus moderne pose des problèmes de gestion de l'eau et de dégradation des sols. De nombreux animaux sauvages fuient l'avancée humaine et les espaces anthropisés s'étendent. Le bison américain est réduit à quelques centaines d’individus et est victime d’une chasse intensive mais aussi d’épidémies comme la brucellose. Ses terrains de pâture se réduisent comme une peau de chagrin. Le commerce des peaux de bisons mais aussi l'arrivée du chemin de fer affectent les troupeaux. Quelques femmes des classes moyennes se mobilisent contre le massacre des bisons : elles en appellent à une réaction pour sauver l’espèce en publiant des articles et en interpelant les hommes politiques. En 1905, l’American Bison Society fut créée avec pour but de protéger les survivants et d’en développer la population.
Par les clichés pris par les photographes dans l'ouest sauvage et l'action d'hommes tels que John Muir, les Américains sont sensibilisés aux problèmes de la préservation de l’environnement. En 1864, la vallée de Yosemite devient le premier parc régional des États-Unis. Le Parc national de Yellowstone est créé en 1872 : c’est le plus ancien du Monde.[réf. souhaitée] Le Service des forêts des États-Unis est une agence fédérale, fondée en 1905 pour gérer les forêts du pays.

#### De nouvelles activités: tourisme, agriculture industrielle et pétrole
Le tourisme commence à se développer dans l’Ouest à partir de la deuxième moitié du XIXe siècle. Le chemin de fer, le besoin d'exotisme ont motivé les voyages des personnes les plus aisées de l'Est du pays. Les médecins vantent l’air pur des montagnes Rocheuses et contribuent au développement des sanatoriums dans le Colorado dans les années 1870 ; Las Vegas se développe autour de sources thermales.
L’agriculture se modernise et les surfaces irriguées s’étendent, en particulier en Californie : en 1902, le Newlands Act accorde des fonds fédéraux pour les syndicats d’agriculteurs. La construction de barrages et de conduites devient nécessaire au développement de l'Ouest aride : le barrage Hoover est érigé sur le Colorado dans les années 1930, suivi bientôt par le barrage de Glen Canyon dans les années 1960.
Les périmètres cultivés s’étendent dans la Vallée impériale et la Vallée centrale de Californie.

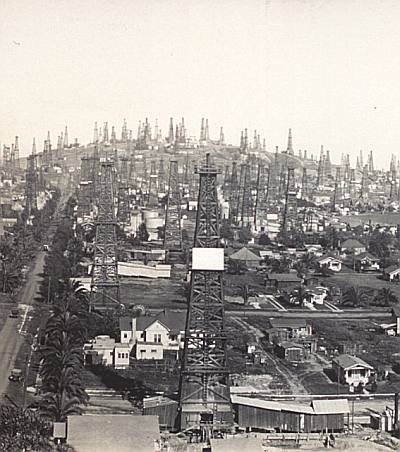
Production de pétrole en Californie.

À la fin du XIXe siècle et au début du XXe, du pétrole est découvert dans le bassin de Los Angeles, dans d'autres régions de la Californie et au Texas. On aménage des oléoducs et des terminaux pétroliers, notamment dans les ports du Golfe du Mexique.

#### Urbanisation
L'Ouest américain s'urbanise rapidement, quoique de façon très inégale : le réseau des villes devient dense en Californie et dans l'État de Washington, alors que les grands centres urbains sont plus dispersés dans le reste de l'Ouest. Denver connaît une croissance spectaculaire : en 1900, la ville rassemble déjà 100 000  habitants qui disposent de l'électricité, du tramway et du téléphone.
L’aqueduc de Los Angeles traverse la Californie de l’Est à travers le désert des Mojaves et la Vallée d'Antelope pour alimenter en eaux Los Angeles, qui connaît une explosion démographique au XXe siècle : la ville passa de 100 000 habitants en 1900 à plus de 1,2 million en 1930.

## Dans la culture contemporaine

### Musique
- Musique country

### Peinture, dessin, photographie
L’Ouest américain devient vite un sujet de peinture pour les artistes. Des dessinateurs accompagnent les expéditions et les chantiers du transcontinental. Bientôt, la photographie contribua à la construction d’un Ouest édénique ; elle touche en premier lieu les décideurs de la côte Est au point qu’elle leur fait prendre conscience des richesses naturelles qui y sont.
Les peintres de l’Ouest américain :
| - Albert Bierstadt ; - Karl Bodmer ; - George Catlin ; - Henry F. Farny (1847-1916) ; - Edward et Richard Kern ; - Frank T. Johnson (1874-1939) ; - Amédée Joullin ; - Lucille Wilcox Joullin ; - Alfred Jacob Miller ; - Thomas Moran ; - Titian Ramsay Peale ; | - Frederic Remington (1861-1909) ; - Charles M. Russell (1865-1926) ; - Arthur Schott ; - Samuel Seymour ; - John Mise Stanley ; - N. C. Wyeth (1882-1945). |

- Les photographes :
  - George E. Anderson photographie les mormons ;
  - Edward Curtis prit près de 40 000 photographies des Amérindiens[18] qui furent publiées entre 1907 et 1930 ;
  - Charles Fletcher Lummis ;
  - John W. Powell ;
  - Charles Roscoe Savage photographie les travaux du transcontinental ;
  - Timothy O'Sullivan ;
  - Robert Vance dans le Yosemite ;
  - George Wharton James ;
  - Carleton E. Watkins prit des clichés de la vallée de Yosemite.

### Littérature
Les différents événements qui s'y sont déroulés ont donné naissance à une littérature abondante. Les chansons populaires des mineurs, des marins, des cow-boys et des bûcherons font également partie de la culture de l’Ouest.
- Ralph Waldo Emerson, The Young American, 1844.

#### Romans
Le développement de la presse, les progrès de l'alphabétisation et les rêves d'aventures de citadins de la Côte Est encouragent le développement d'une littérature ayant pour cadre l'Ouest sauvage. Les romans et les nouvelles narrent l'épopée du chemin de fer ou les attaques des Indiens.
- Jack London, Croc-Blanc, 1910
- John Steinbeck, Les Raisins de la colère (roman), 1939
- dime novels : littérature populaire dès les années 1860
- Fenimore Cooper
- Washington Irving
- John Filson, The Adventures of Colonel Daniel Boone
- Autobiographie de Davy Crockett
- Aventures de Buffalo Bill dans le New York Weekly
- Les romans de Thomas Savage

#### Bande dessinée
- Lucky Luke
- Blueberry
- Buddy Longway
- Yakari
- Durango
- Undertaker

### Cinéma

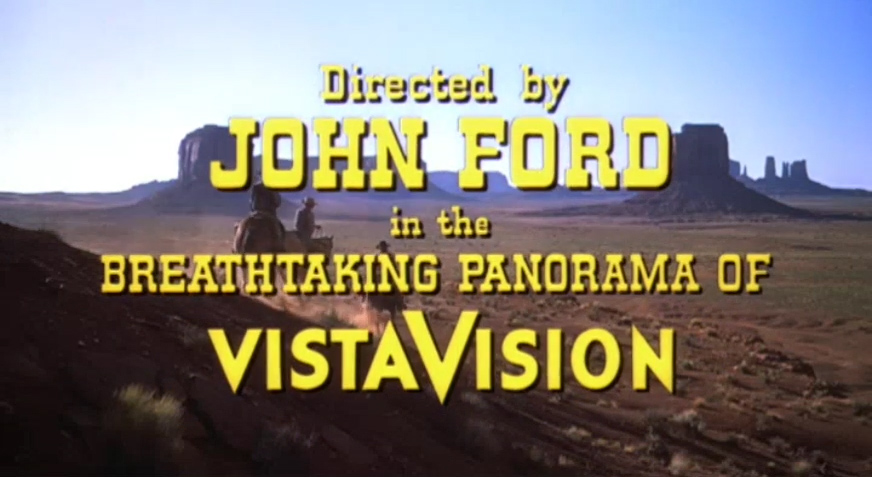
La prisonnière du désert.

Le cinéma américain, puis européen, a produit maints films décrivant, souvent de façon romancée, la vie des habitants de cette région. Plusieurs de ces films western sont devenus mythiques, et le genre lui-même est un genre très à part dans l'histoire du cinéma.

#### Réalisateurs
- En France, Joë Hamman, Folco de Baroncelli et Jean Durand réalisèrent de 1909 à 1914 des western camarguais dans les décors naturels de la Camargue, donnant l'illusion des paysages de l'Ouest américain[19].
- Le western est un genre très en vogue au début du cinéma, et est souvent prétexte à de courts films de série B. Citons comme réalisateur Edwin S. Porter, célèbre pour L'Attaque du rapide (The Great Train Robbery).
- John Ford est connu pour ses westerns proches des petites gens, il décrit un ouest fait de pionniers et de bandits. Il fut le premier à concilier western et cinéma d'auteur.
- Sergio Leone a réalisé plusieurs films qualifiés de western spaghetti, référence à sa nationalité italienne. Ces westerns dépeignent l'ouest américain tel qu'il est perçu en Europe : de manière plus épique, parfois fort éloignée de la réalité. L'Ouest américain est un grand terrain sans lois où tous les rêves et toutes les déceptions sont permises.
- Sam Peckinpah, après avoir dépeint les légendes d'un Ouest américain épique, est surtout connu pour ses westerns violents qui abandonnent les anciennes valeurs. Les anciennes légendes de l'ouest ne sont plus que des pantins qui ont du mal à accepter un monde en pleine transformation.
- Après les westerns crépusculaires de Peckinpah, le genre a du mal à se renouveler. Clint Eastwood et Kevin Costner, tous deux acteurs s'étant illustrés dans le genre, signent comme réalisateurs respectivement Impitoyable (Unforgiven) et Danse avec les loups (Dances With Wolves) qui sonnent comme des adieux au genre : les héros y sont complètement dépassés par le monde qui les entoure, l'Ouest américain n'est plus le théâtre de faits d'armes héroïques, mais de massacres face auxquels les héros sont impuissants.
- Bien que le souffle épique des westerns semble s'être bel et bien éteint, on note quelques tentatives de retour, notamment Tombstone de George Pan Cosmatos, Mort ou vif (The Quick and the Dead) de Sam Raimi ou Open Range de Kevin Costner. Malheureusement tous sont des échecs au box-office.
- Après avoir été délaissé pendant plus de quinze ans, le western commence à renaître depuis le début des années 2010 grâce à Quentin Tarantino (grand amoureux du genre) qui signe deux westerns violents qui remportent un succès considérable : Django Unchained et Les Huit Salopards. Depuis, le western recommence à intéresser la nouvelle génération : Les sept mercenaires version 2016 réalise un démarrage record pour un western malgré la tiédeur des critiques.

#### Acteurs
Certains acteurs se sont particulièrement illustrés dans les westerns :
- John Wayne ;
- James Stewart ;
- Henry Fonda ;
- Gary Cooper ;
- Kirk Douglas ;
- Burt Lancaster ;
- Randolph Scott ;
- Clint Eastwood ;
- Lee Van Cleef ;
- Gregory Peck ;
- Richard Widmark ;
- Eli Wallach
- Joe Lando.

et plus spécifiquement dans les western spaghetti Gian maria Volonte, Terence Hill, Bud Spencer, Benito Stefanelli, Franco Nero

### Télévision
- Colorado
- La Petite Maison dans la prairie
- Bonanza
- L'Équipée du Poney Express
- Zorro (série télévisée)

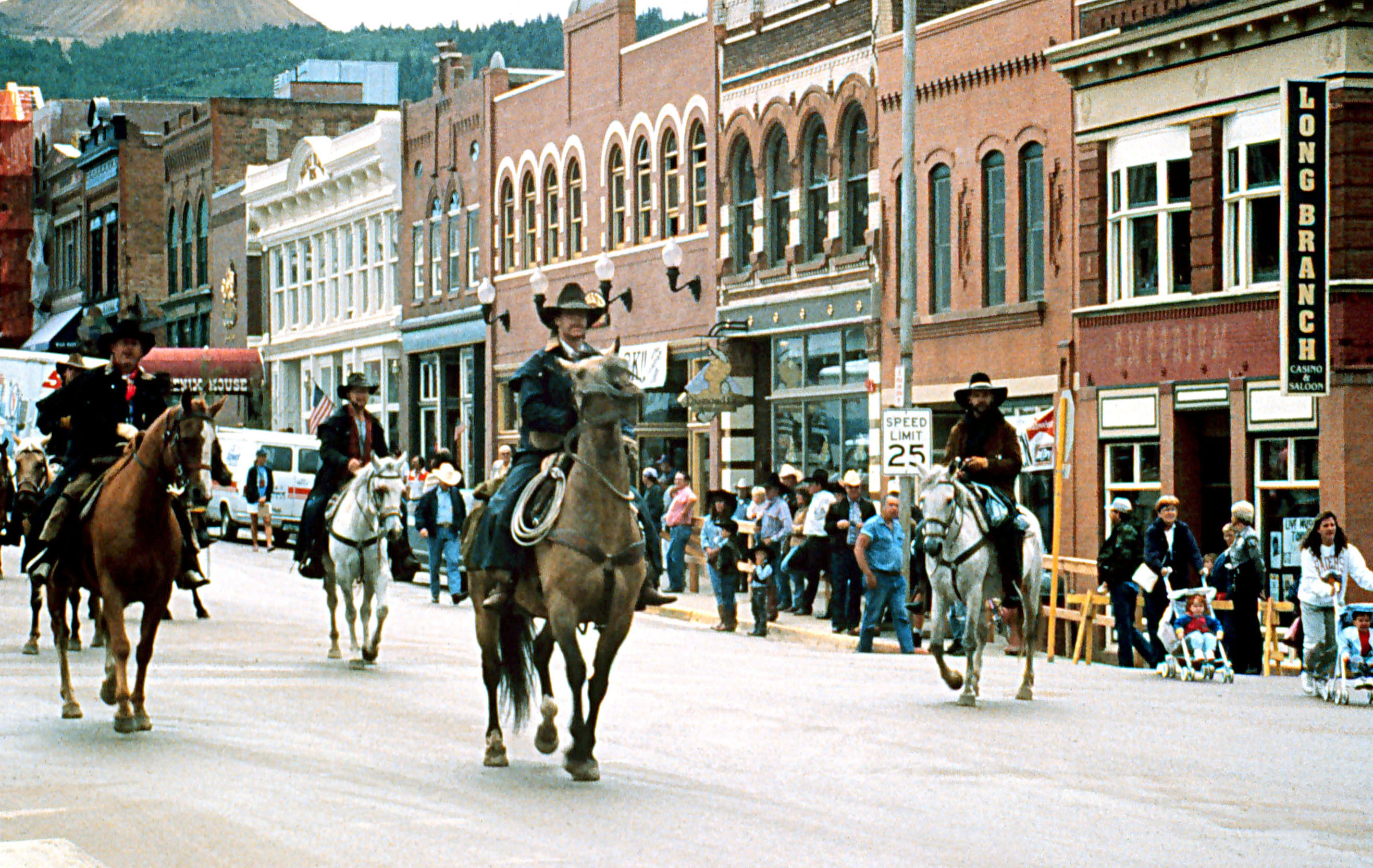

- Daniel Boone (série télévisée)
- Le Grand Chaparral met en scène les aventures de la famille Cannon, des fermiers installés à Tucson dans l'Arizona, à la fin du XIXe siècle.
- Gunsmoke met en scène les aventures du marshal Matt Dillon à Dodge City dans le Kansas, après la guerre de Sécession.
- Les Mystères de l'Ouest relatent les aventures de deux agents des services spéciaux du gouvernement fédéral, au service du président Ulysses S. Grant, James T. West, homme d'action et Artemus Gordon, as du déguisement et des inventions anachroniques. Se déplaçant tantôt à cheval tantôt dans leur luxueux train privé, ils affrontent des adversaires hors du commun (Docteur Miguelito Loveless, entre autres) dans tout l'Ouest américain.
- La série Docteur Quinn, femme médecin se déroule à Colorado Springs dans l'ouest sauvage américain, à la fin du XIXe siècle. Elle met en scène une femme médecin originaire de Boston, Michaela Quinn, venue s'installer dans le Colorado afin d'y exercer sa profession. Après avoir recueilli trois orphelins et réussi à s'imposer dans un monde d'hommes, elle rencontrera l'amour auprès de Byron Sully.
- La Grande Vallée raconte la saga de la famille Barkley, à Stockton en Californie à la fin du XIXe siècle. Victoria Barkley, veuve énergique, dirige un ranch avec l'aide de ses trois fils, de sa fille et du fils illégitime, métis, de son époux.
- Laramie (série télévisée) met en scène deux frères qui, après la mort de leur père, tentent de gérer le ranch familial et créent un relais de diligence à Laramie dans le Wyoming de la fin du XIXe siècle.
- Rintintin (série télévisée) : le 101e régiment de cavalerie de Fort Apache recueille un jeune garçon, Rusty, et son berger allemand, Rintintin, uniques survivants d'un train attaqué par des Indiens. Adoptés par le lieutenant Ripley Masters, Rusty est promu caporal et Rintintin, mascotte du régiment.
- Davy Crockett (série télévisée)
- Rawhide (série télévisée) raconte le voyage d’une caravane de cow-boys chargés de convoyer en 1860 3 000 têtes de bétail de San Antonio au Texas jusqu’à Sedalia dans le Kansas.
- Bat Masterson (série télévisée)
- Deadwood (série télévisée) : raconte la création du camp de Dead Wood (Dakota) à partir de 1876. Formidable reconstitution, au travers de laquelle on assiste à la création d'une ville, ses mœurs, ses jeux de pouvoir. 2004 - 36 épisodes.
- Plusieurs héros de la série animée Bugs Bunny demeurent dans cette région.
- Hell on Whells : L’enfer de l’ouest situe l'action de la série sur le chantier itinérant de la construction du chemin de fer transcontinental